# Dieter Freise
Dieter Freise   (Heidelberg, 18 de febrer de 1945 - Heidelberg, 5 d'abril de 2018) fou un jugador d'hoquei sobre herba alemany que va competir sota bandera de la República Federal Alemanya durant les dècades de 1960 i 1970.
El 1972 va prendre part en els Jocs Olímpics d'Estiu de Munic, on va guanyar la medalla d'or en la competició d'hoquei sobre herba. Quatre anys més tard, als Jocs de Montreal, fou cinquè en la mateixa competició. El 1970 guanyà el Campionat d'Europa i el 1974 en fou segon. Entre 1969 i 1976 va disputar 86 partits amb la selecció alemanya.
A nivell de clubs va jugar al Hockey-Club Heidelberg, amb qui guanyà la lliga d'Alemanya Occidental de pista coberta de 1971 i a l'aire lliure de 1982.